# 詹天文
詹天文（英語：Windy Zhan Tian Wen，2006年3月2日—），香港女歌手及演員，無綫電視歌唱選秀節目《聲夢傳奇》第一季參賽者，現為無綫電視經理人合約藝員、星夢娛樂旗下廠牌「愛爆音樂」女歌手及女子組合After Class成員之一。粉絲名稱為「天文台」。2023年3月31日推出首支個人派台單曲《沒有你的新學期》，以個人身份正式出道，並於出道首年獲頒《新城勁爆頒獎禮2023》「勁爆新人」、《第四十五屆十大中文金曲》「最有前途新人獎銀獎」等新人獎。

## 個人經歷

### 2006年—2019年：早年生活
詹天文祖籍湖北，有兩名兄長，自3歲起學習唱歌，5歲起跟隨專業女高音歌唱家王珊及戚芷君學習正統聲樂。小學就讀於馬鞍山循道衛理小學，及後曾在香港校際音樂節贏得多個獎項，又曾與香港城市室樂團合作表演獨唱，後於2018年以優異成績考獲倫敦聖三一學院演奏文憑。中學就讀於國際基督教優質音樂中學暨小學。
2014年10月5日，年僅8歲的詹天文曾於澳門漁人碼頭會議展覽中心舉辦的「第四屆中國少兒小金鐘音樂大賽暨第二屆港澳區總決賽」中奪得聲樂組兒童組季軍，而該比賽的同組亞軍得主，正是她日後參加《聲夢傳奇》的戰友兼所屬女子音樂組合After Class的隊友鍾柔美。至於該比賽的同組冠軍得主，則為參加ViuTV選秀節目《全民造星IV》後以女子音樂組合STRAYZ成員出道的何榛綦（原名何敏華）。

### 2020年—2022年：參加《聲夢傳奇》入行

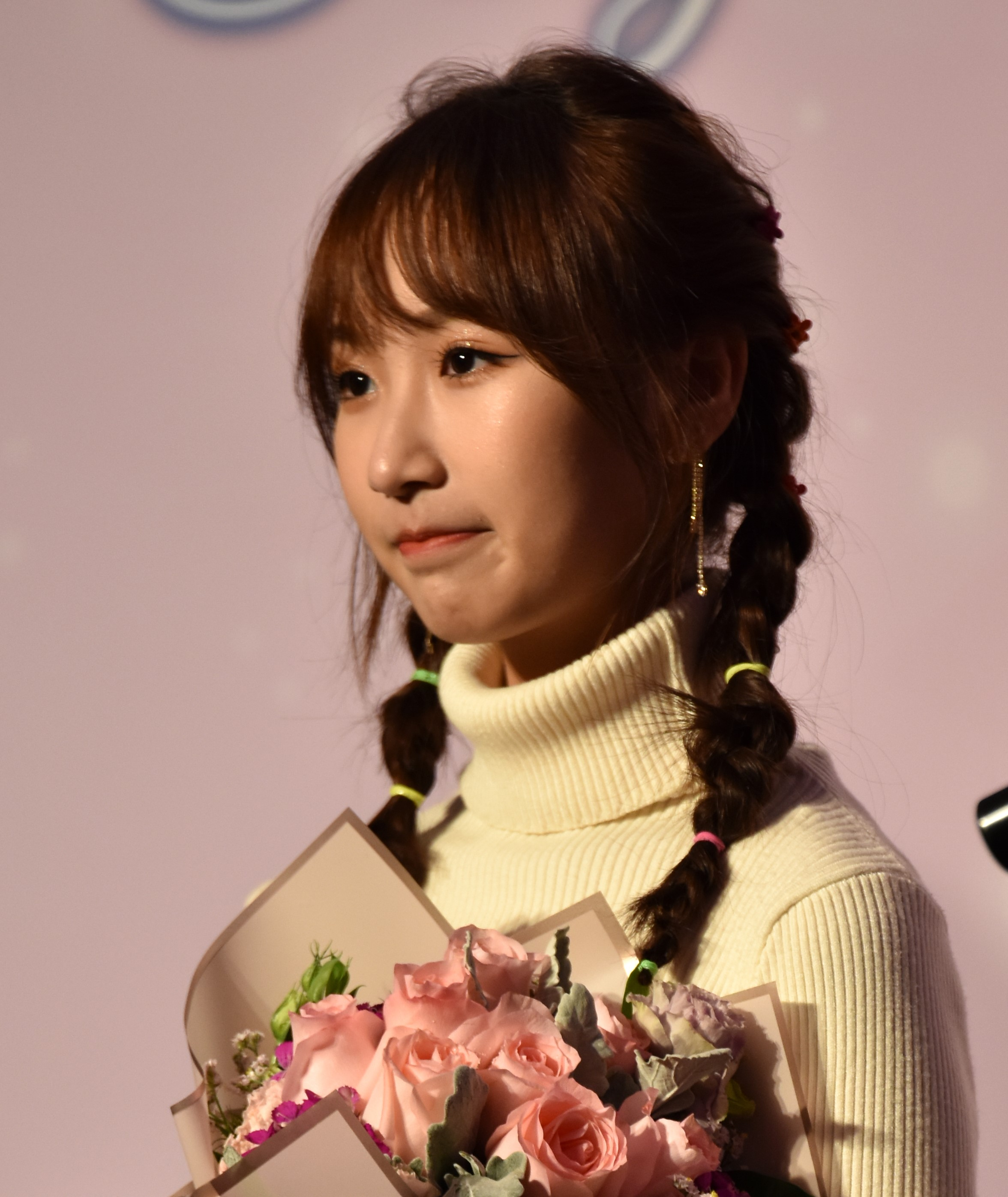
2021年11月23日，詹天文於尖沙咀美麗華廣場宴會廳出席Fubon GO x 聲夢傳奇《唱出初心》活動

2020年，詹天文參加由香港無綫電視主辦的歌唱選秀節目《聲夢傳奇》，並經推薦師隨「星格流行音樂學院」創辦人高晨維老師接受流行曲及舞台演出訓練。比賽前她和所有《聲夢傳奇》參賽者已簽下無綫電視經理人合約及星夢娛樂歌手合約。參加比賽後與戰友建立了深厚友誼，例如因在特備節目《聲夢傳奇 第一次召集》中合唱香港女歌手連詩雅的名曲《到此為止》而變得要好的姚焯菲及鍾柔美，而她與炎明熹則最為要好。
詹天文在《聲夢傳奇》隊際賽中獲分派為紅隊隊員。曾被指樣貌與女藝人米露迪相似。節目播出後，詹天文先後憑演唱香港女歌手G.E.M.的歌曲《泡沫》及美國女歌手Ariana Grande的歌曲《Bang Bang》取得高分晉級。2021年6月12日，詹天文在比賽第8集中表演香港男歌手謝霆鋒的歌曲《非走不可》出局，十強止步。
2021年8月12至15日，一眾《聲夢傳奇》導師及15位參賽者假旺角麥花臣場館舉行四場《聲·夢飛行 First Live On Stage》演唱會，是為詹天文所參與之首次公開售票演唱會。
2021年11月27日，詹天文連同炎明熹、姚焯菲、鍾柔美組成女子音樂組合After Class，以組合成員身分出道。翌日，與其餘三位成員於紅磡香港體育館舉行的無綫電視慈善節目《星光熠熠耀保良》上公開亮相，並現場演唱組合出道曲《要為今日回憶》。同年12月，詹天文於無綫電視劇《青春本我》中飾演「倪韻廸」一角，於劇中表演歌劇一幕獲網民及傳媒讚賞。

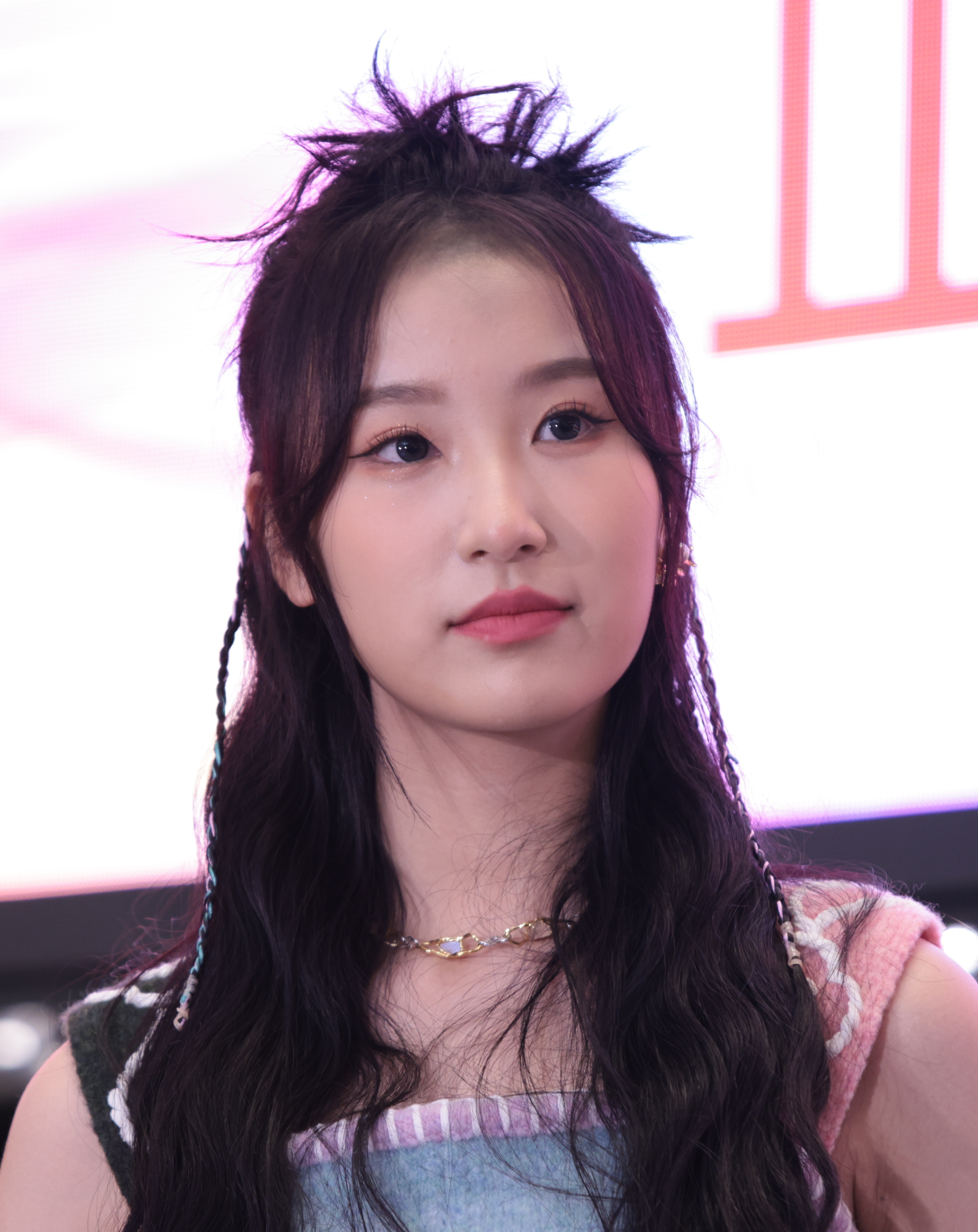
2022年8月20日，詹天文於尖沙咀美麗華廣場一期中庭出席「五音十色」Gimme LiVe 音樂節 2022

2022年5月，詹天文為無綫電視劇集《雙生陌生人》獻唱片尾曲《再說我願意》，為其首支個人單曲。5月24日，詹天文為同時段無綫電視劇集《尚食》獻唱片尾曲《愛情許可證》，歌曲於勁歌金榜登上冠軍，成為她的首支個人冠軍歌。

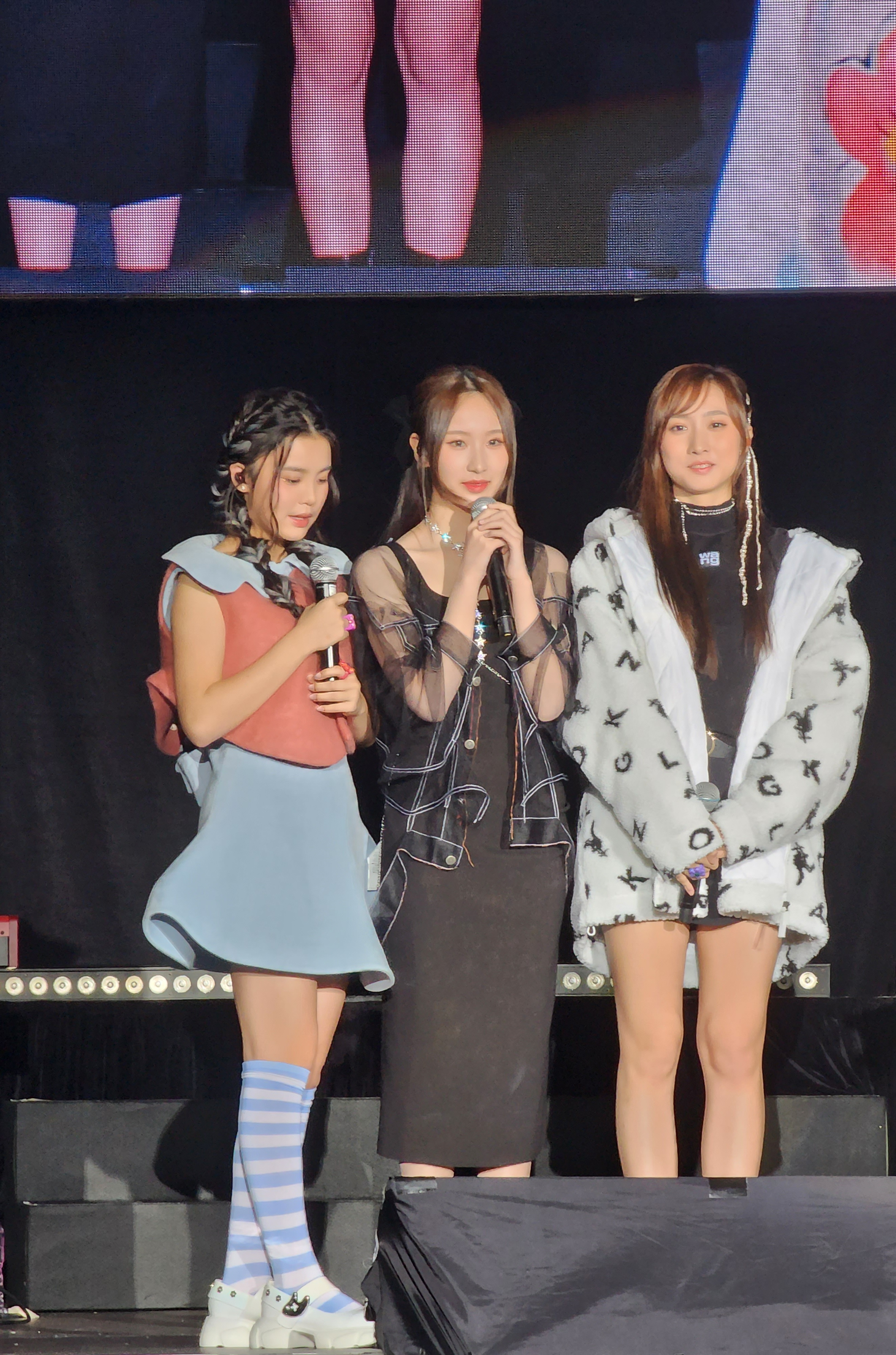
2022年11月26日，組合After Class成員詹天文（中）及鍾柔美（右）於旺角麥花臣場館為隊友姚焯菲（左）「Chantel x Aska #LOMLive Concert」的首場演出擔任特別嘉賓

同年年尾，詹天文憑《青春本我》「倪韻廸」一角首度入圍《萬千星輝頒獎典禮2022》「最受歡迎電視女角色」及「最佳女配角」兩大獎項；並入圍《Yahoo! 搜尋人氣大獎2022》「人氣票后」最後三強。

### 2023年至今：個人出道
2023年1月，詹天文為無綫電視時裝尋寶倫理電視劇《新四十二章》獻唱插曲《原來寂寞得多》。同年3月31日，詹天文推出首支向各大電子傳媒派台的個人單曲《沒有你的新學期》，以個人身份正式出道。4月，詹天文為無綫電視劇集《川內相親》主唱片尾曲《得到快樂的勇氣》。7月，為無綫電視劇集《靈戲逼人》主唱插曲《白金升降機》。
2023年6月，詹天文參加其母校國際基督教優質音樂中學暨小學社際音樂比賽時出任花腔女高音，演唱奧地利作曲家莫扎特18世紀歌劇名作《魔笛》第二幕第三景「夜后」中的德語詠嘆調《地獄之復仇沸騰在我心中》（德語：Der Hölle Rache kocht in meinem Herzen）。 7月13日，該演唱片段被臺灣古典音樂Facebook專頁「古典好好聽 Classicalmusic to go」轉載分享，詹天文並獲得台灣等地網民和樂迷盛讚是「聲樂界的明日之星」。
2023年10月20日，詹天文推出首支個人跳唱歌曲《大雕刻家》，派台後成為兩台亞軍歌。同月為無綫電視台慶劇《羅密歐與祝英台》主唱主題曲《忘生記死》。年尾於《新城勁爆頒獎禮2023》獲頒「勁爆新人獎」，並於《第四十五屆十大中文金曲》獲頒「最有前途新人銀獎」。
2024年4月5日，詹天文於個人Instagram戶口發限時動態表示自己已獲美國當代音樂學院伯克利音樂學院取錄。 4月18日，詹天文再發Instagram限時動態表示該學院已向其頒發入學獎學金。 然而，於同年7月29日，詹天文宣布將於9月赴廣州星海音樂學院，就讀該校流行音樂系。
2025年4月，處於留學時期的詹天文推出單曲《一切都是有原因的》。同月亦發表了中國內地網絡劇《我叫趙甲第》第二季的插曲《撲火的飛蛾》，內地劇歌是聲夢系歌手鮮有的工作，是次機會乃通過公開試音獲得。

## 演出作品

### 電視劇（無綫電視）
| 首播   | 劇集     | 角色                     |
| 2021年 | 青春本我 | 倪韻廸（Windy）          |
| 2024年 | 異空感應 | 街頭演唱歌手（客串演出） |

### 綜藝節目（無綫電視）
| 首播   | 節目名                                           | 備註                                 |
| 2021年 | 聲夢傳奇 第一次召集                              | 演唱《到此為止》（與姚焯菲、鍾柔美） |
| 2021年 | 聲夢傳奇                                         | 參賽者（紅隊隊員）                   |
| 2021年 | Staries聲夢定時動態                              | J2 聲夢傳奇節目花絮                  |
| 2021年 | 聲·夢飛行 First Live On Stage                    |                                      |
| 2023年 | 香港同胞慶祝中華人民共和國成立七十四周年文藝晚會 |                                      |
| 2024年 | 慈善星輝仁濟夜                                   |                                      |

### 其他
| 年份   | 類型   | 製作單位 | 節目名         | 備註     |
| 2025年 | 廣播劇 | 新城電台 | 現在就愛       |          |
| 2025年 | 音樂劇 | 爆炸戲棚 | 我們的青春日誌 | 限定演出 |

## 比賽經歷

### 《聲夢傳奇》
- 分數取決於25位評判給予的燈數，即滿分為25分。

| 《聲夢傳奇》 | 《聲夢傳奇》  | 《聲夢傳奇》                                      | 《聲夢傳奇》                                   | 《聲夢傳奇》                                               |
| 集數         | 播出日期      | 演唱歌曲                                          | 合唱者                                         | 備註                                                       |
| ------------ | ------------- | ------------------------------------------------- | ---------------------------------------------- | ---------------------------------------------------------- |
| 1            | 2021年4月10日 | 《泡沫》／鄧紫棋                                  | 不適用                                         | 以24盞綠燈（全場最高分）晉級 ，獲分派為紅隊隊員            |
| 4            | 2021年5月1日  | 《煎熬》／李佳薇                                  | 不適用                                         | 以紅隊隊員名義參賽，以10:15落敗隊際賽後晉級                |
| 5            | 2021年5月8日  | 《Bang Bang》／潔西·J、愛莉安娜·格蘭德、妮琪·米娜 | 不適用                                         | 以紅隊隊員名義參賽，以22:3勝出隊際賽後晉級                 |
| 6            | 2021年5月15日 | 《拼圖》（原創歌曲）                              | 何晉樂、冼靖峰、黃奕斌、潘靜文、張馳豪、姚焯菲 | 與紅隊全隊出戰，以23:2勝出隊際賽後晉級                     |
| 7            | 2021年5月22日 | 《沒有你還是愛你》／林憶蓮                        | 不適用                                         | 以紅隊隊員名義參賽，以2:23落敗後晉級                       |
| 8            | 2021年6月5日  | 《非走不可》／謝霆鋒                              | 不適用                                         | 以紅隊隊員名義參賽，以3:22落敗隊際賽後被淘汰出局，十強止步 |

## 音樂作品

### 個人唱片
| 專輯 | 專輯名稱         | 專輯類型 | 發行公司            | 發行日期      | 曲目                                  |
| ---- | ---------------- | -------- | ------------------- | ------------- | ------------------------------------- |
| 1    | 沒有你的新學期   | 單曲     | 星夢娛樂 / 愛爆音樂 | 2024年4月20日 | 曲目 Vinyl Single 1. 沒有你的新學期   |
| 2    | 一切都是有原因的 | 單曲     | 星夢娛樂 / 愛爆音樂 | 2025年4月12日 | 曲目 Vinyl Single 1. 一切都是有原因的 |

### 單曲
| 推出日期 | 曲目                             | 作曲                                               | 填詞                   | 編曲                                               | 監製                   | 備註                                                                                     |
| 2017年   |                                  |                                                    |                        |                                                    |                        |                                                                                          |
| 5月28日  | 《祢是唯一》                       | 詹天文                                             | 詹天文                 |                                                    |                        |                                                                                          |
| 2021年   |                                  |                                                    |                        |                                                    |                        |                                                                                          |
| 4月5日   | 《造夢時學會飛行》               | 徐洛鏘                                             | 張美賢                 | Johnny Yim                                         | 韋景雲／何哲圖         | 《聲夢傳奇》主題曲 與《聲夢傳奇》第一季全體學員合唱                                      |
| 7月11日  | 《奪金》                         | 側田                                               | 王祖藍                 | Dough-Boy                                          | 側田／Eric Kwok        | 無綫電視東京奧運2020主題曲 與《聲夢傳奇》第一季全體導師及學員合唱                        |
| 8月9日   | 《夢》                           | 黑須克彥                                           | 余皓文                 | 葉肇中                                             | —                      | 動畫《多啦A夢》2021年版粵語片頭曲 與鍾柔美、姚焯菲、文凱婷合唱                           |
| 8月16日  | 《Hands Up》                     | John Laudon                                        | 王祖藍／John Laudon    | John Laudon                                        | —                      | 無綫電視兒童節目《Hands Up》主題曲 與姚焯菲、鍾柔美合唱                                  |
| 12月5日  | 《快啲快啲》                     | Johnny Yim                                         | 李敏／彭嘉維           | Johnny Yim                                         | Johnny Yim             | 無綫電視劇集《青春本我》插曲 與劇集部分主要演員合唱                                      |
| 12月12日 | 《自我推介（I Me Mine Myself）》 | Johnny Yim                                         | 李敏                   | Johnny Yim                                         | Johnny Yim             | 無綫電視劇集《青春本我》插曲 與鍾柔美、林君蓮、潘靜文、文凱婷合唱                        |
| 2022年   |                                  |                                                    |                        |                                                    |                        |                                                                                          |
| 1月17日  | 《青春不要臉》                   | 徐洛鏘                                             | 楊熙                   | 徐洛鏘                                             | 劉易昇                 | 無綫電視劇集《青春不要臉》主題曲 與鍾柔美、林沚羿、冼靖峰、張馳豪、黃奕斌合唱            |
| 2月1日   | 《一起向未來》                   | 常石磊                                             | 王平久                 | 柒玖                                               | 趙增熹                 | 與群星合唱 TVB《2022北京冬季奧運會》主題曲                                               |
| 2月19日  | 《獅子山下 同心抗疫》            | 顧嘉煇                                             | 盧永強                 | 黃安弘                                             | 伍仲衡                 | 與群星合唱 無綫電視因應2019冠狀病毒病香港第五波疫情而製作的抗疫歌曲                      |
| 5月2日   | 《再說我願意》                   | 徐洛鏘                                             | 楊熙                   | 黃兆銘                                             | 劉易昇                 | 無綫電視劇集《雙生陌生人》片尾曲                                                         |
| 5月17日  | 《愛情許可證》                   | 劉易昇                                             | 楊熙                   | 黃兆銘                                             | 劉易昇                 | 無綫電視外購劇集《尚食》片尾曲                                                           |
| 9月24日  | 《Hat Trick》                    | Michael James Downe／Will Taylore／Primoz Poglajen | 林寶                   | Michael James Downe／Will Taylore／Primoz Poglajen | 周錫漢                 | 與《聲夢傳奇》第一季畢業生及第二季學員合唱                                               |
| 10月23日 | 《荳芽夢》                       | Anders Nelsson                                     | 林振強                 | Johnny Yim                                         | Johnny Yim             | 原唱為露雲娜 1981年無綫電視劇集《荳芽夢》主題曲 《我們的主題曲》第三集首播，與露雲娜合唱 |
| 2023年   |                                  |                                                    |                        |                                                    |                        |                                                                                          |
| 2月6日   | 《原來寂寞得多》                 | 曹朗                                               | 楊熙                   | Johnny Yim                                         | 劉易昇                 | 無綫電視劇集《新四十二章》插曲                                                           |
| 3月31日  | 《沒有你的新學期》               | Larry Wong                                         | T-Rexx                 | Larry Wong                                         | 舒文                   | 首支個人派台單曲 個人出道作品                                                            |
| 4月17日  | 《得到快樂的勇氣》               | 劉易昇                                             | 楊熙                   | 劉易昇／Freddie Lo                                 | 劉易昇                 | 無綫電視外購劇集《川內相親》片尾曲                                                       |
| 7月10日  | 《白金升降機》                   | 鮑比達                                             | 林振強                 | Freddie Lo                                         | 劉易昇                 | 原唱為陳潔靈 無綫電視劇集《靈戲逼人》插曲                                                |
| 10月16日 | 《忘生記死》                     | TY Terrence                                        | 楊熙                   | TY Terrence／劉易昇                                | 劉易昇                 | 無綫電視劇集《羅密歐與祝英台》主題曲                                                     |
| 10月20日 | 《大雕刻家》                     | 葉澍暉／陳亦菲                                     | 小克 （Rap詞：文佐匡） | 葉澍暉                                             | 周錫漢                 | 第二首個人派台單曲                                                                       |
| 2024年   |                                  |                                                    |                        |                                                    |                        |                                                                                          |
| 6月9日   | 《無界》                         | 張家誠                                             | 張家誠／張美賢         | 張家誠                                             | 張家誠                 | 群星合唱 TVB 2024巴黎奧運主題曲                                                          |
| 7月15日  | 《麻煩彈開》                     | Alina Smith／Annalise Morelli／Jordyn Kane         | 林寶                   | LYRE                                               | Jacky Chui／LYRE       | 第三首個人派台單曲                                                                       |
| 7月18日  | 《CYA》                          | 林君蓮／張天穎／TonYnoT／T-Ma                      | 張楚翹／林君蓮         | PurpleNacho                                        | T-Ma                   | 與姚焯菲、鍾柔美合唱                                                                     |
| 9月15日  | 《Proud To Be A Woman》          | 趙增熹                                             | 劉易希                 | 符元偉                                             | 趙增熹                 | 與王灝兒、鍾柔美合唱 《2024年度香港小姐競選》主題曲                                      |
| 11月25日 | 《消失的你》                     | 劉易昇                                             | 楊熙                   | 劉易昇／Freddie Lo@Wa Music Studio                 | 劉易昇                 | 無綫電視劇集《異空感應》片尾曲                                                           |
| 2025年   |                                  |                                                    |                        |                                                    |                        |                                                                                          |
| 4月11日  | 《一切都是有原因的》             | Y.Siu                                              | 周耀輝                 | Y.Siu@emp                                          | Edward Chan／Y.Siu@emp | 第四首個人派台單曲                                                                       |
| 4月29日  | 《扑火的飛蛾》                   | 李缤                                               | 李缤、朱琳             |                                                    |                        | 優酷網絡劇《我叫趙甲第 (第二季)》插曲                                                    |

### 創作作品
2017年
- 詹天文  - 是唯一（曲、詞）

|  |  |

2021年
- 張馳豪、潘靜文、冼靖峰、詹天文、姚焯菲、何晉樂、黃奕斌 - 拼圖（詞；與張馳豪、潘靜文、冼靖峰、姚焯菲、何晉樂、黃奕斌合填）

|  |  |

### 派台歌曲成績
| 派台歌曲成績（五台）         | 派台歌曲成績（五台）      | 派台歌曲成績（五台） | 派台歌曲成績（五台） | 派台歌曲成績（五台） | 派台歌曲成績（五台） | 派台歌曲成績（五台） | 派台歌曲成績（五台）                                                       |
| ---------------------------- | ------------------------- | -------------------- | -------------------- | -------------------- | -------------------- | -------------------- | -------------------------------------------------------------------------- |
| 唱片                         | 歌曲                      | 903                  | RTHK                 | 997                  | TVB                  | ViuTV                | 備註                                                                       |
| 2021年                       |                           |                      |                      |                      |                      |                      |                                                                            |
|                              | 奪金                      | -                    | ×                    | ×                    | 1                    | ×                    | 首支冠軍歌 無綫電視東京奧運2020主題曲 與《聲夢傳奇》全體學員及星級導師合唱 |
|                              | 夢                        | ×                    | ×                    | ×                    | -                    | ×                    | 與姚焯菲、鍾柔美、文凱婷合唱 動畫《多啦A夢》香港版主題曲 翻唱廖碧兒作品    |
| 2022年                       |                           |                      |                      |                      |                      |                      |                                                                            |
|                              | 愛情許可證                | ×                    | ×                    | ×                    | 1                    | ×                    | 無綫外購劇《尚食》香港版片尾曲                                             |
|                              | Hat Trick                 | -                    | -                    | -                    | 1                    | ×                    | 與《聲夢傳奇》及《聲夢傳奇2》全體學員合唱                                  |
| 經典·傳承 無綫電視55周年大碟 | 荳芽夢                    | -                    | -                    | -                    | -                    | ×                    | 與露雲娜合唱 翻唱露雲娜作品                                                |
| 2023年                       |                           |                      |                      |                      |                      |                      |                                                                            |
|                              | 原來寂寞得多              | ×                    | ×                    | ×                    | 2                    | ×                    | 無綫電視劇《新四十二章》插曲                                               |
| 沒有你的新學期               | 沒有你的新學期            | -                    | -                    | 5                    | 13                   | ×                    | 首支個人派台單曲 個人出道作品                                              |
|                              | 得到快樂的勇氣            | ×                    | ×                    | ×                    | -                    | ×                    | 無綫外購劇《川內相親》香港版片尾曲                                         |
|                              | 忘生記死                  | ×                    | ×                    | ×                    | -                    | ×                    | 無綫電視劇《羅密歐與祝英台》主題曲                                         |
|                              | 大雕刻家                  | -                    | 2                    | 2                    | 6                    | ×                    |                                                                            |
|                              | 拼圖                      | -                    | -                    | -                    | -                    | ×                    | 與《聲夢傳奇》全體學員合唱                                                 |
| 2024年                       |                           |                      |                      |                      |                      |                      |                                                                            |
|                              | 無界                      | -                    | -                    | -                    | -                    | ×                    | 與TVB群星合唱 TVB 2024巴黎奧運主題曲                                       |
|                              | 麻煩彈開                  | -                    | 2                    | 3                    | 1                    | ×                    |                                                                            |
|                              | CYA                       | -                    | -                    | 4                    | 1                    | ×                    | 與姚焯菲、鍾柔美合唱                                                       |
|                              | Proud To Be A Woman（英） | ×                    | ×                    | ×                    | -                    | ×                    | 與JW王灝兒、鍾柔美合唱 無綫節目《2024年度香港小姐競選》主題曲              |
|                              | 我是DJ（Pop Version）     | ×                    | -                    | ×                    | ×                    | ×                    | 與周吉佩、余宗遙、黃明德、曾傲棐、鍾柔美、林愷鈴、彭嘉彬、林詠怡合唱       |
| 2025年                       |                           |                      |                      |                      |                      |                      |                                                                            |
| 一切都是有原因的             | 一切都是有原因的          | -                    | 2                    | 1                    | 1                    | ×                    | 首支兩台冠軍歌 加拿大至 HIT 中文歌曲排行榜：12                             |

| 各台冠軍歌總數（五台） | 各台冠軍歌總數（五台） | 各台冠軍歌總數（五台） | 各台冠軍歌總數（五台） | 各台冠軍歌總數（五台） | 各台冠軍歌總數（五台） |
| ---------------------- | ---------------------- | ---------------------- | ---------------------- | ---------------------- | ---------------------- |
| 903                    | RTHK                   | 997                    | TVB                    | ViuTV                  | 備註                   |
| 0                      | 0                      | 1                      | 6                      | 0                      | 五台冠軍歌總數：0      |

- （*）仍在榜上
- （-）未能上榜
- （×）沒有派往該台

## 演唱會／音樂會

### 非個人音樂會
| 日期              | 演唱會                                                                      | 場數 | 場地                               | 主辦單位                                     | 備註 |
| 2021年6月24日     | Yahoo Lunch K                                                               | 1    | 網上直播                           | 雅虎香港                                     | 連同林君蓮、冼靖峰、林智樂、黃奕斌參與 |
| 2021年6月30日     | 百年風華——香港各界青年慶祝中國共產黨成立100周年暨香港回歸祖國24周年文藝晚會 | 1    | 紅磡香港體育館                     | 香港各界青少年活動委員會、香港各界慶典委員會 | 連同蘇永康、炎明熹、姚焯菲、鍾柔美、冼靖峰、黃奕斌等參與 |
| 2021年8月12至15日 | 聲·夢飛行 First Live On Stage                                               | 4    | 旺角麥花臣場館                     | 無綫電視、星夢娛樂                           | 《聲夢傳奇》第一季畢業演唱會 |
| 2021年8月26日     | 新城30+集體回憶音樂會                                                       | 1    | 灣仔香港會議展覽中心 Hall 5BC      | 新城電台                                     | 與張敬軒、蘇永康、胡鴻鈞、菊梓喬、鄭欣宜、太極樂隊、曾樂彤、施匡翹、ANSONBEAN、Delta T等參與，連同胡鴻鈞合唱《夏日Fiesta》、與胡鴻鈞、炎明熹、鍾柔美、文凱婷合唱《愛的呼喚》 |
| 2021年8月29日     | Gimme LiVe                                                                  | 1    | 尖沙咀美麗華廣場一期中庭           | 美麗華廣場                                   | 連同何晉樂、姚焯菲、冼靖峰、文凱婷參與 |
| 2021年9月4日      | 兒歌金曲SUMMERFEST                                                          | 1    | 將軍澳電視廣播城                   | 無綫電視                                     | 與姚焯菲、鍾柔美、文凱婷跳唱《夢》、與姚焯菲、鍾柔美合唱《Hands Up》 |
| 2021年11月13日    | 「一念一花」5G 4K直播音樂會                                                 | 1    | 大埔慈山寺                         | 慈山寺                                       | 演唱《十方一念》（香港中樂團伴奏） |
| 2021年11月23日    | Fubon GO x 聲夢傳奇《唱出初心》                                             | 1    | 尖沙咀美麗華廣場宴會廳             | 富邦銀行（香港）                             | 與文凱婷合唱《遇見》 |
| 2021年11月28日    | 星光熠熠耀保良                                                              | 1    | 紅磡香港體育館                     | 香港保良局                                   | 與炎明熹、姚焯菲、鍾柔美合唱《要為今日回憶》 |
| 2021年12月31日    | 大佛鐘聲 福佑香江—2022年元旦叩鐘祈福活動                                    | 1    | 昂坪寶蓮禪寺                       | 元旦叩鐘祈福活動籌委會                       | 演唱《擁抱愛》 |
| 2022年1月1日      | 聲夢維港Party Together演唱會2022                                            | 1    | 中環海濱活動空間                   | NEW TV                                       | 跳唱《Lady Marmalade》 |
| 2022年3月22日     | Concert Watch From Home                                                     | 1    | 全球網上直播                       | 愛爆音樂                                     | 與JW王灝兒、鍾柔美、姚焯菲參與 |
| 2022年7月1日      | 慶祝香港回歸祖國二十五周年文藝晚會                                          | 1    | 紅磡香港體育館                     | 康樂及文化事務署、無綫電視                   | 與JW王灝兒、泳兒、李幸倪、姚焯菲、鍾柔美、劉德華、譚詠麟等參與 |
| 2022年8月18日     | Yahoo Lunch K                                                               | 1    | 網上直播                           | 雅虎香港                                     | 與何晉樂、姚焯菲參與 |
| 2022年8月20日     | 「五音十色」Gimme LiVe 音樂節 2022                                          | 1    | 尖沙咀美麗華廣場一期中庭           | 美麗華廣場                                   | 與何晉樂、《聲夢傳奇2》學員參與 |
| 2022年9月2-3日    | 廖國敏 x Johnny Yim│時光漫遊                                                | 3    | 香港文化中心音樂廳                 | 香港管弦樂團                                 | 與炎明熹、冼靖峰參與 |
| 2022年10月1日     | 香港同胞慶祝中華人民共和國成立七十三周年文藝晚會                            | 1    | 紅磡香港體育館                     | 香港特別行政區政府                           | 與一眾《聲夢傳奇》第一季畢業生（黃奕斌、林君蓮除外）、呂方、蘇永康、鄭融、姜麗文等人參與                                                                                     |
| 2022年10月22日    | 星光熠熠耀保良                                                              | 1    | 紅磡香港體育館                     | 香港保良局                                   | 演唱《再說我願意》及與露雲娜合唱《豆芽夢》 |
| 2022年12月3日     | 博愛青年音樂會2022                                                          | 1    | 灣仔伊利沙伯體育館                 | 博愛醫院                                     | 與王灝兒(JW)、吳若希、胡鴻鈞、謝東閔及姚焯菲、鍾柔美、炎明熹、文凱婷、潘靜文、彭家賢等參與                                                                                   |
| 2023年4月7-8日    | 流行原音音樂會                                                              | 2    | 灣仔伊利沙伯體育館                 | 康樂及文化事務署                             | 演唱《愛與痛的邊緣》、《風花雪》、《痛愛》 |
| 2023年7月11日     | 電視劇《靈氣逼人》宣傳                                                      | 1    | THE ONE                            | 無綫電視                                     | 演唱《白金升降機》 |
| 2023年7月27日     | Show動音樂                                                                  | 1    | 香港電台                           | 香港電台                                     | 演唱《得到快樂的勇氣》、《沒有你的新學期》 |
| 2023年7月28日     | 2023香港動漫電玩節 - 好友音樂擊                                             | 1    | 灣仔香港會議展覽中心               | 新城電台                                     | 演唱《沒有你的新學期》 |
| 2023年8月27日     | 2023香港小姐競選                                                            | 1    | 將軍澳電視廣播城                   | 無綫電視                                     | 與一眾《聲夢傳奇》第一季、《聲夢傳奇》第二季、《中年好聲音》第一季畢業生合作表演                                                                                             |
| 2023年9月17日     | 長洲戲院《唱出夢工場音樂祭第三回 - 四葉草之約》                             | 1    | 長洲戲院                           | 無綫電視                                     | 演唱《沒有你的新學期》、《大魚》、《RIVER》及與林智樂Felix合唱《夕陽之歌》、《字字句句》、《因為愛情》                                                                       |
| 2023年12月21日    | 聲夢飛行WHAT WE BECOME LIVE 2023                                            | 1    | 九龍灣九龍灣國際展貿中心 Star Hall | 無綫電視、愛爆音樂                           | 《聲夢傳奇》第一季學員再次合體舉行演唱會 |
| 2024年7月19至20日 | 音樂出沒：Let's Play Together 演唱會                                        | 2    | 旺角麥花臣場館                     | 星傳文化娛樂、創科媒體、愛爆音樂             | 與姚焯菲及鍾柔美參演 |
| 2024年7月27日     | 星星相識·齊盡興HAVING FUN TOGETHER 演唱會                                   | 1    | 澳門倫敦人綜藝館                   | 天星娛樂                                     | 與姚焯菲及鍾柔美合唱《CYA》，與姚焯菲、鍾柔美、冼靖峰及黃奕斌合唱《拼圖》，並獨唱《大雕刻家》                                                                                |
| 2025年4月25日     | 新城唱好海洋公園現在就愛音樂會                                              | 1    | 黃竹坑香港海洋公園怡慶坊           |                                              | |

### 演唱會及大型音樂會嘉賓
| 日期           | 演唱會名稱                                                     | 場數 | 場地                       | 備註 |
| 2022年10月11日 | 露雲娜 x 歐信希深愛你演唱會2022                                | 1    | 香港文化中心音樂廳         | 與露雲娜合唱《荳芽夢》 與賈思樂、李樂詩參與                                                                    |
| 2022年11月26日 | 中銀香港「理財TrendyToo」呈獻：Chantel x Aska #LOMLive Concert | 1    | 旺角麥花臣場館             | 與姚焯菲、鍾柔美、張馳豪合唱《聽晚見唔見到你》；與姚焯菲、鍾柔美合唱《到此為止》；與鍾柔美合唱《Can You Hear》 |
| 2023年4月1日   | 繼續寵愛·二十年·音樂會                                         | 1    | 紅磡香港體育館             | 與鍾柔美等合唱《Stand Up》和《少女心事》；為譚耀文伴唱《不羈的風》                                             |
| 2025年5月31日  | 吳若希《Gossip of Me》演唱會澳門站                             | 1    | 澳門葡京人H853娛樂館尚梯館 | 演唱《一切都是有原因的》、《大雕刻家》                                                                         |

## 獎項及提名
| 年份   | 頒獎單位                                         | 獎項                       | 作品                       | 結果                         |
| 2014年 | 第四屆中國少兒小金鐘音樂大賽暨第二屆港澳區總決賽 | 聲樂組兒童組               | 不適用                     | 季軍                         |
| 2021年 | 萬千星輝頒獎典禮2021                             | 最受歡迎電視歌曲           | 《造夢時學會飛行》         | 與《聲夢傳奇》學員獲獎       |
| 2021年 | 萬千星輝頒獎典禮2021                             | 最受歡迎電視歌曲           | 《Hands Up》               | 與姚焯菲、鍾柔美入圍最後十強 |
| 2021年 | 萬千星輝頒獎典禮2021                             | 最受歡迎電視歌曲           | 《奪金》                   | 與《聲夢傳奇》導師及學員提名 |
| 2021年 | 萬千星輝頒獎典禮2021                             | 最受歡迎電視歌曲           | 《夢》                     | 與姚焯菲、鍾柔美及文凱婷提名 |
| 2022年 | JOOX TOP聽推介2022第二季                         | 香港樂迷最愛本地及華語歌曲 | 《愛情許可證》             | 獲獎                         |
| 2022年 | 第七屆VIP音樂榜頒獎禮                            | VIP前途新人                | 不適用                     | 金獎                         |
| 2022年 | 萬千星輝頒獎典禮2022                             | 最受歡迎電視歌曲           | 《快啲快啲》               | 提名                         |
| 2022年 | 萬千星輝頒獎典禮2022                             | 最受歡迎電視歌曲           | 《自我推介》               | 提名                         |
| 2022年 | 萬千星輝頒獎典禮2022                             | 最受歡迎電視歌曲           | 《青春不要臉》             | 提名                         |
| 2022年 | 萬千星輝頒獎典禮2022                             | 最受歡迎電視歌曲           | 《愛情許可證》             | 提名                         |
| 2022年 | 萬千星輝頒獎典禮2022                             | 最受歡迎電視歌曲           | 《再說我願意》             | 提名                         |
| 2022年 | 萬千星輝頒獎典禮2022                             | 最受歡迎電視歌曲           | 《Hands Up》               | 最後十強                     |
| 2022年 | 萬千星輝頒獎典禮2022                             | 最受歡迎電視女角色         | 《青春本我》倪韻廸         | 提名                         |
| 2022年 | 萬千星輝頒獎典禮2022                             | 最佳女配角                 | 《青春本我》倪韻廸         | 提名                         |
| 2022年 | Yahoo! 搜尋人氣大獎2022                          | 人氣票                     | 不適用                     | 最後三強                     |
| 2023年 | 第八屆VIP音樂榜頒獎禮                            | VIP熱播歌曲獎              | 《大雕刻家》               | 獲獎                         |
| 2023年 | 第八屆VIP音樂榜頒獎禮                            | VIP 熱播合唱歌曲獎         | 《荳芽夢》（與露雲娜合唱） | 金獎                         |
| 2023年 | 第八屆VIP音樂榜頒獎禮                            | 四榜聯頒歌曲大獎           | 《沒有你的新學期》         | 獲獎                         |
| 2023年 | 新城勁爆頒獎禮2023                               | 勁爆新人獎                 | 不適用                     | 獲獎                         |
| 2024年 | 第四十五屆十大中文金曲                           | 最有前途新人獎             | 不適用                     | 銀獎                         |
| 2024年 | 新城勁爆頒獎禮2024                               | 勁爆 Z世代樂勢力 跳唱歌手  | 不適用                     | 銀獎                         |

## 圖集
- 2022年，為慶祝詹天文主唱的《尚食》片尾曲《愛情許可證》在YouTube破百萬點擊，詹天文粉絲後援會為其買下多個巴士廣告應援
- 2022年12月10日，詹天文於紅磡置富都會L7大堂出席新城知訊台主辦《新人大熱唱2022》活動
- 2023年5月1日，詹天文於廣播道香港電台廣播大廈門外
- 2023年12月21日，詹天文在九龍灣國際展貿中心 Star Hall參與《聲夢飛行WHAT WE BECOME LIVE 2023》演出
- 2023年12月30日，詹天文於灣仔香港會議展覽中心出席新城知訊台《新城勁爆頒獎禮2023》
- 2024年6月8日，詹天文於香港海洋公園怡慶坊出席《新城唱好海洋公園音樂會 周禮茂作品展》
- 2024年6月23日，詹天文於新港城中心出席平和基金「抗賭力量加FUN日」活動
- 2024年7月19日，詹天文於《音樂出沒：Let's Play Together 演唱會》首場演出中，在演唱岑寧兒《風的形狀》前獨奏長笛
- 2024年8月25日，詹天文出席粉絲見面會
- 2024年10月13日，詹天文於元朗YOHO MALL 形點出席「Mix Fest 音浪派對」活動
- 2025年3月22日，詹天文於葵興爆炸戲棚劇場參演音樂劇《我們的青春日誌》，飾演年青嚴麗珍一角
- 2025年5月3日，詹天文於銅鑼灣出席《一切都是有原因的》簽唱會

## 外部連結
- 詹天文的Instagram帳戶
- 詹天文的Facebook專頁
- YouTube上的Windy 詹天文頻道
- 詹天文Windy的新浪微博
- 詹天文的抖音短視頻主頁 （页面存档备份，存于）